# 39 (число)
Вижте пояснителната страница за други значения на 39.
Трийсет и девет (също и тридесет и девет) е естествено число, предхождано от трийсет и осем и следвано от четиридесет. С арабски цифри се записва 39, а с римски – XXXIX. Числото 39 е съставено от две цифри от позиционните бройни системи – 3 (три) и 9 (девет).

## Математика
- 39 е нечетно число.
- 39 е съставно число.
- 39 е безквадратно число.
- 39 е сбор на първите пет нечетни прости числа (3+5+7+11+13 = 39) и произведение на първото и последното число в редицата (3×13 = 39).
- 39 = 3¹+3²+3³

## Други факти
- 39 е атомният номер на елемента итрий.
- 39 са каноничните книги във Ветхия завет, които са единствено признатите от протестантството.
- Числото 39 в Афганистан се избягва, защото афганистанците го свързват със сводничество.[3]
- 39-ият ден от годината е 8 февруари.
- Телефонният код на Италия е +39.